# Líbio Vinhas
Líbio Vinhas (Porto Alegre, 28 de maio de 1860 - 29 de agosto de 1932.) foi um médico e político brasileiro.
Formado pela Faculdade de Medicina da Bahia, onde se formou em 1886. Foi para Bagé exercer a profissão e, em 1902, foi provedor da Santa Casa de Misericórdia. Casado com Maria Antônia, com quem teve oito filhos.
Foi eleito  deputado estadual, à 21ª Legislatura da Assembleia Legislativa do Rio Grande do Sul, de 1891 a 1895.